# Chengyu
Un chengyu (en chino tradicional, 成語; en chino simplificado, 成语; pinyin, chéngyǔ; literalmente, ‘lenguaje hecho’) es una expresión idiomática característica del idioma chino, que suele consistir de cuatro caracteres chinos.
Los chengyu suelen tener su origen en la literatura antigua. El significado del chengyu generalmente trasciende a su sentido literal, y para comprenderlo es necesario conocer el mito o hecho histórico con el que está conectado y al que debe su origen, sin este conocimiento el chengyu puede ser fácilmente malinterpretado o no entendido.

## Ejemplos
Algunos chengyu tienen un equivalente en la cultura occidental, por ejemplo, "冰山一角", literalmente "la punta del iceberg", comparte tanto su significado literal como el metafórico.
Pero por lo general los chengyu debido a que están íntimamente ligados a la cultura china es difícil encontrarles un equivalente en otro idioma. Por ejemplo "瓜田李下" (guātián lǐxiàⓘ, literalmente: "campo de melones, bajo el ciruelo"), es un chengyu que puede ser usado en contextos de situaciones que pudieran levantar suspicacias. Deviene de un poema de la dinastía Han (樂府|詩《君子行》, Yuèfǔ Shī "Jūnzǐ Xíng"). El poema incluye los versos "no te ajustes los zapatos en un campo de melones, ni te ajustes el sombrero bajo un ciruelo". Previniendo al lector de la conveniencia de evitar actos que, aun siendo inocentes, puedan levantar suspicacias. El sentido al que hace referencia el chengyu es imposible de derivar del significado literal de las palabras que lo componen, es necesario conocer la historia que está detrás para poder interpretarlo.